# العلاقات السعودية النرويجية
العلاقات السعودية النرويجية هي العلاقات بين المملكة العربية السعودية والنرويج. السعودية ليس لديها سفير دائم في النرويج ويمثلها السفارة في أوسلو، بينما النرويج لديها سفارة في الرياض وقنصلية عامة في جدة. يعيش في السعودية 84 نرويجي فقط وفقاً لمعلومات السفارة النرويجية.
الجالية المسلمة في ترومسو الواقعة في أقصى شمال البلاد فكرت في بناء مسجد القطب الشمالي بدعم وتمويل سعودي وقالت راجنيلد إيمرسلوند المتحدثة باسم وزارة الخارجية النرويجية : «سيكون من غير الطبيعي الموافقة على تمويل مصدره بلد لا توجد فيه أي حرية دينية».